# José Cesário de Miranda Monteiro de Barros
José Cesário de Miranda Monteiro de Barros (1846 — 1906) foi um político brasileiro.
Foi presidente da província de Alagoas, nomeado por carta imperial de 12 de maio de 1888, de 10 de julho de 1888 a 6 de janeiro de 1889. No Espírito Santo, foi membro do Partido Republicano Construtor, liderado por José de Melo Carvalho Muniz Freire. Candidato ao Senado em 1890, foi eleito pelo partido, cargo que ocupou até 1896, quando terminou seu mandato.